# Hans-Jürgen Starrost
 (avril 2024).
 (avril 2024).
Hans-Jürgen Starrost (né le 24 juin 1955 à Berlin et mort le 16 mai 1981 à Potsdam) est une victime du mur de Berlin. Alors qu'il tentait de fuir la RDA, il a été abattu par un officier de la Volkspolizei près de la frontière.

## Biographie
Après un apprentissage d'ouvrier du bâtiment au VEB Tiefbaukombinat de Berlin, Starrost commence son service militaire dans l'Armée populaire nationale, qu'il termine à l'âge de 22 ans. Sa vie professionnelle ultérieure fut mouvementée. Outre divers changements de poste, il est affecté à des collectifs de travail dans lesquels on veut le "rééduquer". En 1979, il a été condamné à onze mois de prison pour « atteinte à l'ordre public et à la sécurité ». Il a effectué cette peine jusqu'en octobre 1980 à la prison de Rüdersdorf et dans la cimenterie attenante. Après sa libération, il a été obligé de se présenter à intervalles réguliers au représentant de la section de la police populaire.
Lors d'un de ses appels, le 7 avril 1981, il apprend par l'épouse du représentant de section qu'on le recherche et qu'on le menace d'une nouvelle peine. Starrost décide de se cacher et le13 avril 1981, il se rend dans la commune de Teltow, près de Berlin, pour chercher de l'aide auprès d'un ancien camarade de l'armée, mais il ne le trouve pas. La nuit suivante, dans un bar, il décide de tenter de fuir la RDA.
Il se rend alors à la frontière et tente de franchir la clôture à l'aide d'une échelle métallique qu'il avait volée en cours de route. Plusieurs gardes-frontières le surprennent. Starrost se cache dans une propriété voisine, mais il y est découvert. Alors qu'il tentait de s'enfuir, l'un des soldats réussit à l'attraper et à le maîtriser. Un policier populaire tire sur Starrost et le blesse grièvement à l'abdomen. Interrogé par le Ministère de la Sécurité d'État (MfS), l'officier de la police populaire a déclaré que Starrost s'était rebellé et avait attaqué le garde-frontière. Il affirme que c'est un tir accidentel.
Les gardes-frontières n'ont pas emmené Hans-Jürgen Starrost à l'hôpital, mais à l'administration du district MfS de Potsdam pour l'interroger. L'interrogatoire a dû être interrompu à plusieurs reprises pour raison médicale. Puis Starrost a été conduit à l'hôpital militaire de la ville, qui ne disposait pas d'unité de soins intensifs. Son état s'y est considérablement aggravé. Lorsque Starrost a été finalement transféré au service des soins intensifs de l'hôpital de district, il y est mort des suites de ses blessures le 16 mai 1981.